# Merak (astronomia)
Merak (AFI: /meˈrak/; dall'arabo maraqq - lombi; β UMa / β Ursae Majoris / Beta Ursae Majoris), è la quinta stella più brillante della costellazione dell'Orsa Maggiore. È una stella bianca di magnitudine apparente +2,34 e la sua distanza, dedotta dalla misura della parallasse del satellite Hipparcos, è di 79,7 anni luce.
Uno dei metodi pratici per individuare la Polare (Alpha Ursae Minoris) è quello di prolungare la linea immaginaria che collega Merak a Dubhe (Alpha Ursae Majoris).

## Osservazione
Si tratta di una stella situata nell'emisfero boreale. La sua posizione è fortemente boreale e ciò comporta che la stella sia osservabile prevalentemente dall'emisfero nord, dove si presenta circumpolare anche da gran parte delle regioni temperate; dall'emisfero sud la sua visibilità è invece limitata alle regioni temperate inferiori e alla fascia tropicale. La sua magnitudine pari a +2,34 fa sì che possa essere scorta anche con un cielo moderatamente affetto da inquinamento luminoso.
Il periodo migliore per la sua osservazione nel cielo serale ricade nei mesi compresi fra febbraio e giugno; nell'emisfero nord è visibile anche per un periodo maggiore, grazie alla declinazione boreale della stella, mentre nell'emisfero sud può essere osservata limitatamente durante i mesi dell'autunno australe.

## Caratteristiche fisiche
Merak è una stella di sequenza principale come il Sole, ma è molto più calda e luminosa; di tipo spettrale A1, ha una temperatura superficiale superiore ai 9000 K, il suo raggio e la massa sono quasi 3 volte quelli del Sole, mentre la luminosità è 73 volte superiore. Ha trascorso quasi l'80% della sua permanenza nella sequenza principale e avendo un'età di 3-400 milioni di anni tra meno 200 milioni di anni terminerà l'idrogeno interno avviandosi verso gli ultimi stadi della sua evoluzione.
Osservazioni nell'infrarosso suggeriscono che, come Vega e Fomalhaut, Merak sia circondata da un disco di polveri concentrato a circa 45 au di distanza dalla stella, avente una temperatura di circa 120 K ed una massa dello 0,27% di quella terrestre.
Come altre stelle della costellazione, Merak fa parte dell'associazione dell'Orsa Maggiore, la cui età è stimata essere di circa 500 milioni di anni.

## Etimologia
Il nome Merak, a volte scritto anche Mirak, deriva dall'arabo المراق, al-marāq, e dall'espressione al-marāq al-marʾa al-musalsala, cioè "il grembo della donna incatenata". Non manca però chi la traduce "lombi dell'Orsa Maggiore".

Nell'antica Grecia era conosciuta come Helike, uno dei nomi dati all'intera costellazione dell'Orsa Maggiore. In Cina era conosciuta come Tien Seuen, la sfera armillare, mentre gli indù la conoscevano come Pulaha, uno dei sette Ṛṣi.